# Języki atlantycko-kongijskie
Języki atlantycko-kongijskie – według niektórych klasyfikacji podgrupa języków nigero-kongijskich obok języków kordofańskich i języków mande.

## Podział genetyczny
języki atlantycko-kongijskie
języki atlantyckie
wolof
ful
serer
języki ijoid
ijo
defaka
języki dogon
języki wolta-kongijskie
języki senufo
senari
supyire
języki gur
dagbani
języki adamawa-ubangi
sango
języki kru
béte
nyabwa
dida
języki kwa
języki akan
języki gbe
ewe
języki benue-kongijskie
języki bantu
suahili
zulu
joruba
ibo